# دانييل كوبريفسيتش
دانييل كوبريفسيتش (بالإنجليزية: Daniel Koprivcic)‏ (3 أغسطس 1981 بأوسييك في كرواتيا - ) هو لاعب كرة قدم نيوزلندي في مركز الهجوم. لعب مع نادي أوكلاند سيتي ووايتاكيري يونايتد وسنترال يونايتد.

## وصلات خارجية
- دانييل كوبريفسيتش على موقع الاتحاد الدولي (مؤرشف)  (الإنجليزية)
- دانييل كوبريفسيتش على موقع قاعدة بيانات كرة القدم.إي يو (الإنجليزية)
- دانييل كوبريفسيتش على موقع Soccerway.com (الإنجليزية)